# Amt Gumtow
Das Amt Gumtow war ein 1992 gebildetes Amt in dem 16 Gemeinden in den damaligen (Land-)Kreisen Pritzwalk und Kyritz (heute Landkreis Prignitz, Brandenburg) zu einem Verwaltungsverbund zusammengefasst waren. 2002 schlossen sich die amtsangehörigen Gemeinden zur Gemeinde Gumtow zusammen.

## Lage
Das Amt Gumtow lag zur Zeit seiner Bildung noch in den damaligen (Land-)Kreisen Pritzwalk und Kyritz. Es grenzte im Norden an das Amt Groß Pankow/Prignitz und an das Amt Pritzwalk-Land, im Nordosten an das Amt Heiligengrabe/Blumenthal, im Osten an das Amt Wittstock-Land und das Amt Kyritz, und im Süden an das Amt Plattenburg.

## Amt Gumtow
Der Minister des Innern des Landes Brandenburg erteilte der Bildung des Amtes Gumtow am 31. Juli 1992 seine Zustimmung. Als Zeitpunkt des Zustandekommens des Amtes wurde der 10. August 1992 festgelegt. Das Amt nach dem Amtsmodell 1 (Aufbau einer eigenen Amtsverwaltung) hatte seinen Sitz in Gumtow und bestand zunächst aus 15 Gemeinden in den damaligen Kreisen Pritzwalk und Kyritz (nach der Reihenfolge im Amtsblatt):
1. Barenthin
2. Dannenwalde
3. Demerthin
4. Döllen
5. Granzow
6. Groß Welle
7. Gumtow
8. Kolrep
9. Kunow
10. Schönhagen
11. Schrepkow
12. Vehlin
13. Vehlow
14. Wutike
15. Schönebeck

In einer Änderungsmitteilung wurde auch die Gemeinde Görike dem Amt Gumtow zugeordnet. Damit hatte das Amt 16 amtsangehörige Gemeinden unter seiner Verwaltung. Ende 1992 zählte das Amt Gumtow 4498 Einwohner. Zum 30. Juni 2002 bildeten die 16 amtsangehörigen Gemeinden die neue Gemeinde Gumtow. Das Amt Gumtow wurde zum selben Zeitpunkt aufgelöst. Zu diesem Zeitpunkt hatte das Amt Gumtow 4285 Einwohner.

## Amtsdirektor
Amtsdirektor war Stefan Freimark, der 2002 auch Bürgermeister der amtsfreien Gemeinde Gumtow wurde.

## Belege
1. ↑  Bildung der Ämter Gumtow, Plattenburg und Schradenland. Bekanntmachung des Ministers des Innern vom 31. Juli 1992. Amtsblatt für Brandenburg - Gemeinsames Ministerialblatt für das Land Brandenburg, 3. Jahrgang, Nummer 62, 25. August 1992, S. 1054/5.
2. ↑  Änderung der der Bekanntmachung des Ministers des Innern vom 31. Juli 1992. Amtsblatt für Brandenburg - Gemeinsames Ministerialblatt für das Land Brandenburg, 3. Jahrgang, Nummer 82, 26. Oktober 1992, S. 1926/7.
3. 1 2  Beitrag zur Statistik Landesbetrieb für Datenverarbeitung und Statistik Historisches Gemeindeverzeichnis des Landes Brandenburg 1875 bis 2005. 19.12 Landkreis Prignitz PDF
4. ↑  Bildung einer neuen Gemeinde Gumtow. Bekanntmachung des Ministeriums des Innern vom 14. Dezember 2001. Amtsblatt für Brandenburg - Gemeinsames Ministerialblatt für das Land Brandenburg, 13. Jahrgang, Nummer 1, 4. Januar 2002, S. 5 PDF